# Belarussische Poolbillard-Meisterschaft 2019
Die belarussische Poolbillard-Meisterschaft 2019 war die neunte Austragung der nationalen Meisterschaft in der Billardvariante Poolbillard. Gespielt wurden die Disziplinen 8-Ball, 9-Ball, 10-Ball und 14/1 endlos.
Die Wettbewerbe wurden an vier Wochenenden ausgetragen, den Auftakt bildete 14/1 endlos vom 16. bis 17. Februar 2019, gefolgt von 10-Ball (18. bis 19. Mai) und 8-Ball (23. bis 24. November). Die abschließenden 9-Ball-Wettbewerbe fanden vom 7. bis 8. Dezember statt. Austragungsort war der BK Arena in der belarussischen Hauptstadt Minsk.
Erfolgreichster Spieler war Uladsislau Zyrykau mit jeweils zwei Gold- und Silbermedaillen. Die weiteren Titel sicherten sich Uladsislau Les und Uladsislau Schopik.
Bei den Damen gewann die Rekordmeisterin Marharyta Fjafilawa zwei Titel, wobei sie im 10-Ball zum achten Mal in Folge nationale Meisterin wurde. Während Miljana Murha im 8-Ball ihren ersten Sieg erzielte, wurde Jana Halliday nach 2011 zum zweiten Mal belarussische 9-Ball-Meisterin.

## Medaillengewinner
| Wettbewerb           | Gold                | Silber             | Bronze                   |
| -------------------- | ------------------- | ------------------ | ------------------------ |
| Herren – 14/1 endlos | Uladsislau Zyrykau  | Aljaksej Remes     | Swjataslau Sjamjonau     |
| Herren – 14/1 endlos | Uladsislau Zyrykau  | Aljaksej Remes     | Jauhen Saltouski         |
| Herren – 10-Ball     | Uladsislau Zyrykau  | Uladsislau Schopik | Mikita Palujan           |
| Herren – 10-Ball     | Uladsislau Zyrykau  | Uladsislau Schopik | Andrej Adericho          |
| Herren – 8-Ball      | Uladsislau Les      | Uladsislau Zyrykau | Raman Derban             |
| Herren – 8-Ball      | Uladsislau Les      | Uladsislau Zyrykau | Mikita Palujan           |
| Herren – 9-Ball      | Uladsislau Schopik  | Uladsislau Zyrykau | Mikita Palujan           |
| Herren – 9-Ball      | Uladsislau Schopik  | Uladsislau Zyrykau | Dsmitryj Tschuprou       |
| Damen – 14/1 endlos  | Marharyta Fjafilawa | Jana Halliday      | Aljaksandra Karnej       |
| Damen – 14/1 endlos  | Marharyta Fjafilawa | Jana Halliday      | Darja Tscheprassowa      |
| Damen – 10-Ball      | Marharyta Fjafilawa | Aljaksandra Karnej | Ljubou Kasatschenka      |
| Damen – 10-Ball      | Marharyta Fjafilawa | Aljaksandra Karnej | Anastassija Tumilowitsch |
| Damen – 8-Ball       | Miljana Murha       | Aljaksandra Karnej | Albina Ljaschtschuk      |
| Damen – 8-Ball       | Miljana Murha       | Aljaksandra Karnej | Ljubou Kasatschenka      |
| Damen – 9-Ball       | Jana Halliday       | Aljaksandra Karnej | Ljubou Kasatschenka      |
| Damen – 9-Ball       | Jana Halliday       | Aljaksandra Karnej | Hanna Aljaksejenka       |